# Antheraea knyvetti
Antheraea knyvetti är en fjärilsart som beskrevs av George Francis Hampson 1892. Antheraea knyvetti ingår i släktet Antheraea och familjen påfågelsspinnare. Inga underarter finns listade i Catalogue of Life.